# Tecozautla (kommun)
Tecozautla är en kommun i Mexiko.   Den ligger i delstaten Hidalgo, i den sydöstra delen av landet, 130 km norr om huvudstaden Mexico City. Antalet invånare är 31 609.
Följande samhällen finns i Tecozautla:
- Tecozautla
- Pañhé
- El Riíto
- Tenzabhí
- La Otra Banda
- El Crucero
- La Paila
- Maguey Verde
- Manguaní
- El Paso
- La Salitrera
- Rancho Viejo
- La Lomita
- Ranzhá
- La Cruz de Piedra
- Nuevo Aljibes
- Taxbathá
- Boxhi
- El Zundhó